# タイ古式マッサージ

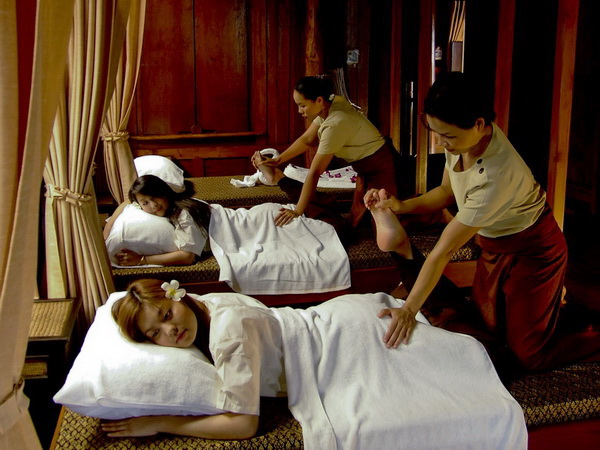
タイ古式マッサージ、施術（ストレッチ）の様子。

タイ古式マッサージ（タイこしきマッサージ、通称: Nuat phaen boran、タイ語: นวดแผนไทย）は、タイ伝統の一種のマッサージであり、指圧による揉み動作だけでなく四肢を曲げ伸ばすストレッチを含んでいる。「古式」とあるが、西洋近代医学を取り入れたアレンジも行われており、宮廷に伝承されたものにはストレッチの技法はない。
「Nuat phaen boran」を正確に翻訳すると古式マッサージないし伝統的マッサージであるが、現在、タイマッサージ、古式マッサージ、伝統的なタイのマッサージ、タイのヨーガマッサージ、タイの古典のマッサージ、タイの整体、受動的ヨーガ、あるいは支援つきヨーガとしても知られている。
本来タイ式医療の一部であり、長い伝統医療、宮廷医療としての歴史がある。1990年代にスパにおける健康法・美容法として行われるようになった。現在知られるものは、1980年頃を境として、タイ政府の後ろ盾を得ながら復興・構築してきたタイ式医療の一分野、タイの無形文化遺産であり、観光文化のひとつと目されている。近年では、タイ以外の国々でも健康法やリラクセーションとして親しまれている。

## 解説

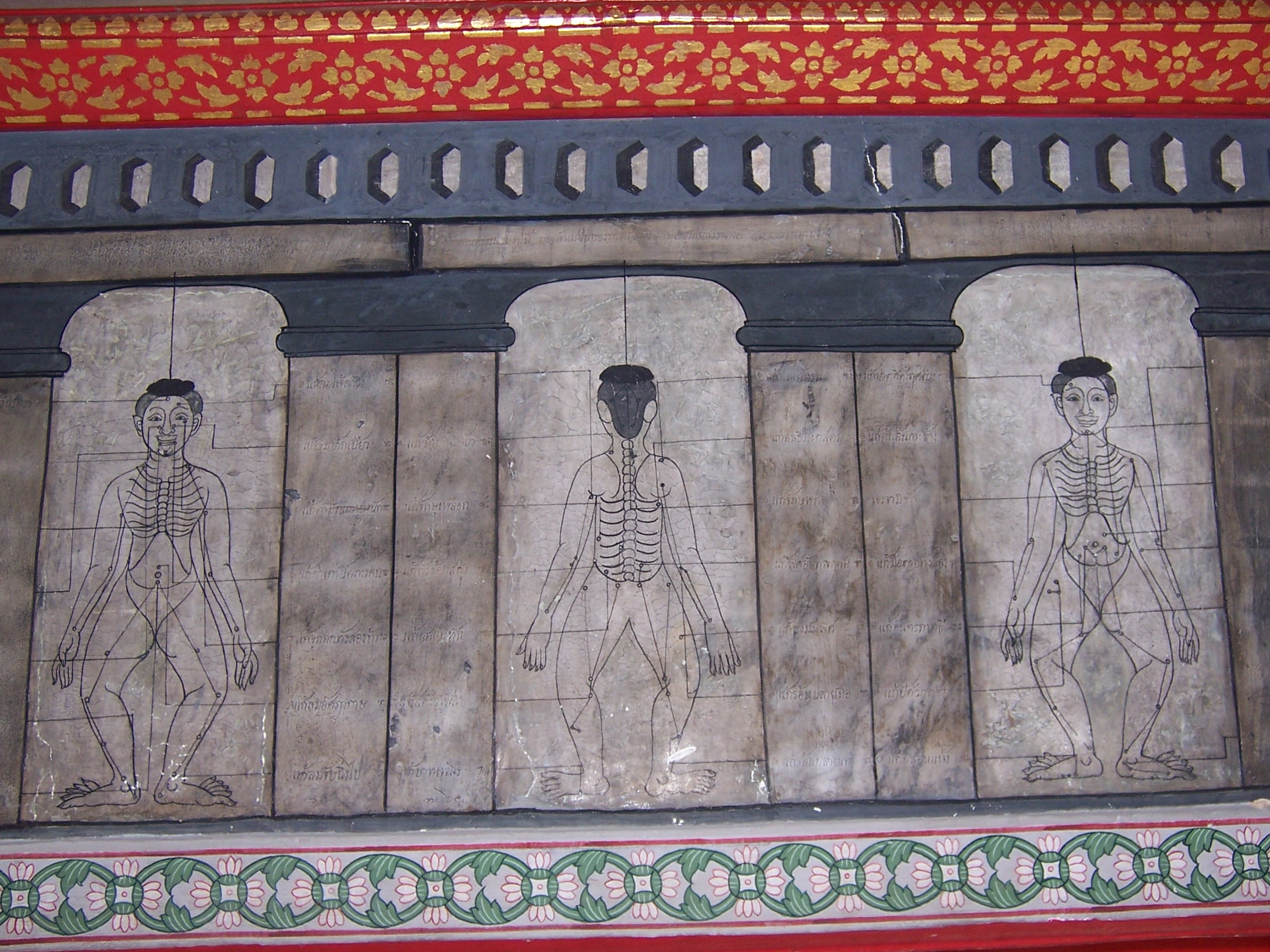
「セン」と呼ばれるエネルギーライン上の指圧点を表した図（ワット・ポー寺院・バンコク）

タイ式マッサージは本来タイ伝統医療の一部であるが、タイの伝統医療はインドで成立した仏教医学やアーユルヴェーダの影響を受けていると考えられ、伝統的な体液理論を特徴としている。被術者はマッサージのコースの間に多くのヨーガと同じ体位をさせられるのが特徴である。シャーマニズムやアニミズムとも深く関わっており、本来ボーンナイフを使った荒療治や聖水を使った徐霊や薬草学等と組みあわせた古式総合医学として認知するべきであるが、マッサージ手技のみクローズアップされ現在に至る。こういったトータルで施術できる人は、タイ本国でも減ってきている。達人と呼ばれる人は麻痺などの治療も行っているが、現在それらのノウハウも廃れてきている。
この独自のマッサージ施術法のルーツは、およそ2500年前にさかのぼると考えられている。タイではシバカゴーマラバット「Javika Kumar Baccha」として知られるブッダの主治医によって、タイに導入されたと信じられている。仏教の伝来と共に伝来し、タイの寺院で発展した。
宮廷でも医療の一環として行われた。アユタヤ朝時代の文献「ナラーイ王の薬方」には、マッサージが宮廷で治療法として用いられたことが記録されている。宮廷の中にはマッサージ師という職位があり、比較的高い地位であった。1887年には王立シリラート病院が開設され、宮廷医療と栄養近代医療が併用されたが、1915年にタイの伝統医療による治療・教育が禁止され、医療の現場では行われなくなった。1970年代WHO（世界保健機関）は、1978年の「アルマ・アタ宣言」でプライマリ・ヘルス・ケアという保健医療政策の理念とその目指すべき方向性を示し、宣言ではプライマリ・ヘルス・ケアに必要であるならば伝統的治療者の力も利用すること、といったことが述べられ各国の伝統医療復興に大きな影響を与えた。タイでも伝統医療復興運動がおこり、タイ政府は自国の伝統医療を再びその中に取り込み始め、1980年代から始まった「タイ・マッサージ復興プロジェクト」、1990年の「タイ式医療の制度化」で医療に復活した。
また。早稲田大学スポーツ科学学術院の小木曽航平は、1970年代後半から1980年代前半にかけて、タイ古式マッサージに注目した外国人がタイの学校に学びに来るようになり、この流れもグローバル化に寄与していると指摘している。政府の再編成によって、タイ式マッサージは「タイ式医療｣を構成する一分野として体系化されていった。小木曽は、「政府によるタイ・マッサージの体系化は知識における2つの領野に分けて行われたと考えることが可能である。1つは医学的正当性を構築するための知識であり、もう1つは歴史的正統性を構築するための知識である」と述べている。政府の再編成で医療としての価値と文化としての価値を高めたタイ古式マッサージは、それによって経済的価値をも高めた。1992年にタイで初めてスパが開かれて以来、スパはタイの代表的な観光地となり、現在ではタイ政府が推し進めるヘルスツーリズムの中核的な観光資源となっている。また観光体験としても人気がある。飯田淳子、田辺繁治は、タイ古式マッサージを含むタイ式医療は、近代医療への懐疑から始まった“代替”として脚光をあびたにもかかわらず、結局は権力の主体である政府の保健医療政策に組み込まれ、医療化されたものとして捉えている。

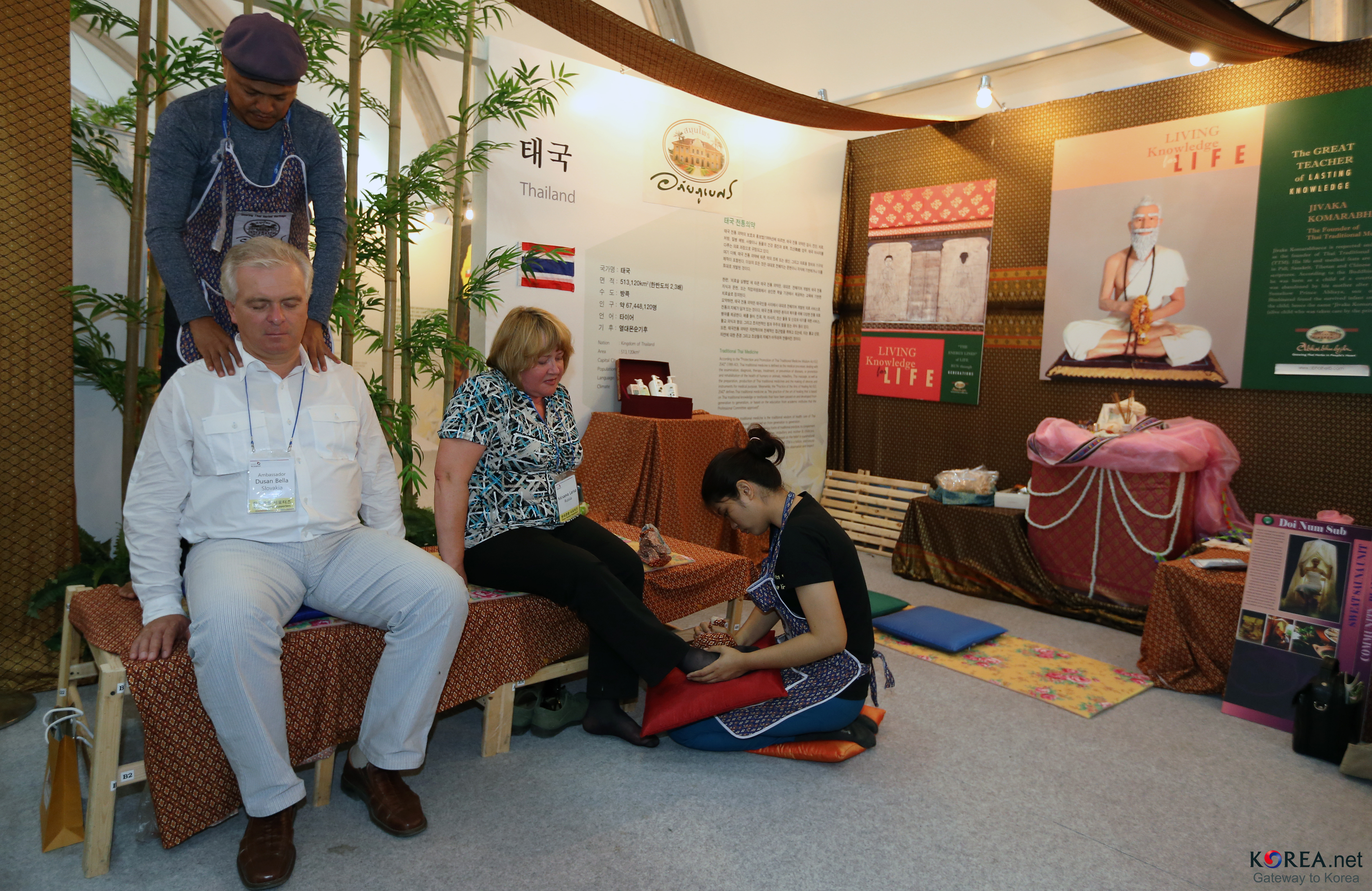
タイ古式マッサージ、施術（指圧）の様子。2013年に韓国で開催された伝統医学エキスポ。

主にそのスタイルによって、大きく2つの流派に分けられている。タイの公衆衛生省は「宮廷式」と「民間式」に分けて考えており、宮廷式は指圧を中心としたマッサージであり、民間式はストレッチをよく用いるマッサージとして区別されている。また南北で分ける考え方もあり、南部式スタイル（俗にバンコクスタイルと呼ばれる）では指圧療法が強調されるのに対して、北部式スタイル（俗にチェンマイスタイルと呼ばれる）にはストレッチ動作が多い。ワット・ポー伝統医学校（ワット・ポー・トラディショナル・メディカル・スクール：WTS）のスタイルでは、指圧の他に、患者の腕を伸ばしたり、腰を捻ったりするストレッチの要素が含まれている。観光客向けの店や日本の店ではワット・ポー式のタイ・マッサージを行っていることが多いため、タイ古式マッサージとはストレッチの技法を使うものだと思われがちだが、宮廷に伝承されるマッサージにはこうしたストレッチの技法は存在しない。小木曽航平は、ストレッチの技法は比較的後年になってから付け加えられたもので、この改変はワット・ポー伝統医学校が中心となって行ったとされていると述べている。マッサージの近代化にあたって、西洋現代医学的見地から汎用性が高くかつ大多数の人が運用するにあたり安全なものに再構築した影響が考えられる。
現在よく見られるタイ古式マッサージは次のとおりである。マッサージ被術者は着替えた後、マットレスの上に横たわる。マッサージ施術者は手と前腕を使って強固なリズミカルな圧力を被術者の体のほとんどすべての部分にかかるように押す。一般にマッサージは体の「SEN」（と呼ばれるエネルギーライン）に従う。ある動作では、施術者の脚と足は被術者の体あるいは手足を固定させるために使われ、またある動作では、手で体を固定しながら足でマッサージをする。 通常オイルは用いられないが、時々被術者の体を暖め静めるために熱いハーブの包帯が使われる。一般にタイのマッサージのフルコースは2時間あるいはそれ以上続く。フルコースには、手指、足指、耳などを引っ張り、指関節をほぐし、被術者の背中を踏み、回転する動きなどで被術者の背中を弓なりに曲げることを含む。マッサージに標準的な手順とリズムがある。被施術者は仰向けになり、足の施術から始まる。施術者は呼吸の速さで被施術者を圧迫していくことが理想とされる。
大きい集団マッサージでは、大部屋に10人以上の被術者が入れられ、施術者たちが集団で一斉にマッサージ手順を行うこともある。

## タイ古式マッサージの広がり
タイ古式マッサージは、タイのスパ産業の中心となっている。2006時点でタイ保健省が認定するセラピストは約4万人、そのうちスパ部門のセラピストとして認定されているのは約1万人、さらにタイ古式マッサージの資格取得者・経験者が2万人程度いるといわれるタイ国外でも人気となっている。
タイではタイ古式マッサージの学校が開かれており、国内外の生徒が学んでいる。たとえば、外国人に認知度の高い学校として、現在タイ伝統医療の象徴として人々に認識されている仏教寺院ワット・ポーと深いつながりをもつワット・ポー伝統医学校がある。1957年に設立され、おおよそ1970年代後半から1980年代前半にかけて外国人も学ぶようになり、近年ではワット・ポー伝統医学校の生徒の8割は外国人である。
マッサージの学校には、タイの教育省から認可されている学校もそうではない学校もあるが、認可を受けていない学校でも口コミやインターネットで評判が高まり、ある程度の生徒を集めているものもある。タイ古式マッサージを習得した外国人の中には、帰国してタイ・マッサージ学校を開き、オリジナルの教科書を出版する者もいた。たとえばアメリカ人のアンソニー・ジェームスはで1984年にワット・ポー伝統医学校で学び、ITTA (the International Thai Therapist Association) を組織し教育プログラムの開発を行っており、アショカナンダの異名で有名なドイツ人のハラルド・ブルスは「サンシャイン・ネットワーク（The Sunshine Network）」という組織を立ち上げている。小木曽は、外国人が組織する学校やその教育プログラムでは、マッサージだけではなく、ヨーガ、太極拳、レイキ、アーユルヴェーダなどの他の健康法をも学習内容に含むことが少なくないと指摘している。日本でも施術を受けられるサロンや学べる教室が増加している。タイの学校と連携した資格ビジネスも隆盛している。
日本とタイは、2004年2月よりEPAの交渉を開始し、2005年9月の大筋合意を経て2007年11月に発効した。この中でタイ人介護福祉士、スパ・セラピストの受け入れが協議されており、2015年09月時点で協議継続中である。